# Yvonne Choquet-Bruhat
Yvonne Choquet-Bruhat (Lille, 29 de dezembro de 1923 – 11 de fevereiro de 2025) foi uma matemática e física francesa.

## Morte
Choquet-Bruhat morreu no dia 11: de fevereiro de 2025.